# پژوووکا (استان اشوی‌داشکسیه)
پژوووکا (به لهستانی: Przewłoka) یک منطقهٔ مسکونی در لهستان است که در گمینا وونگوو واقع شده است.